# 심포지엄

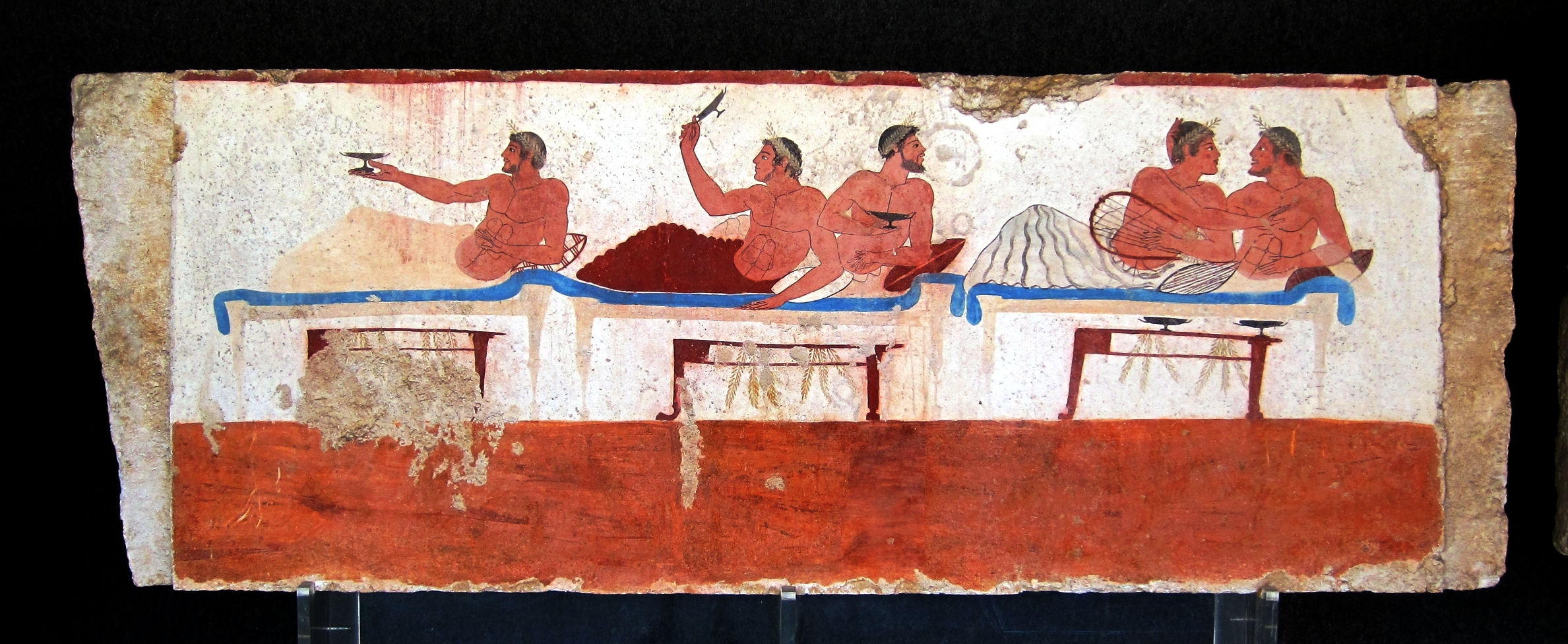
기원전 480-470년 이탈리아의 그리스 식민지인 파에스툼의 다이버 고분에 있는 프레스코화의 심포지엄 장면

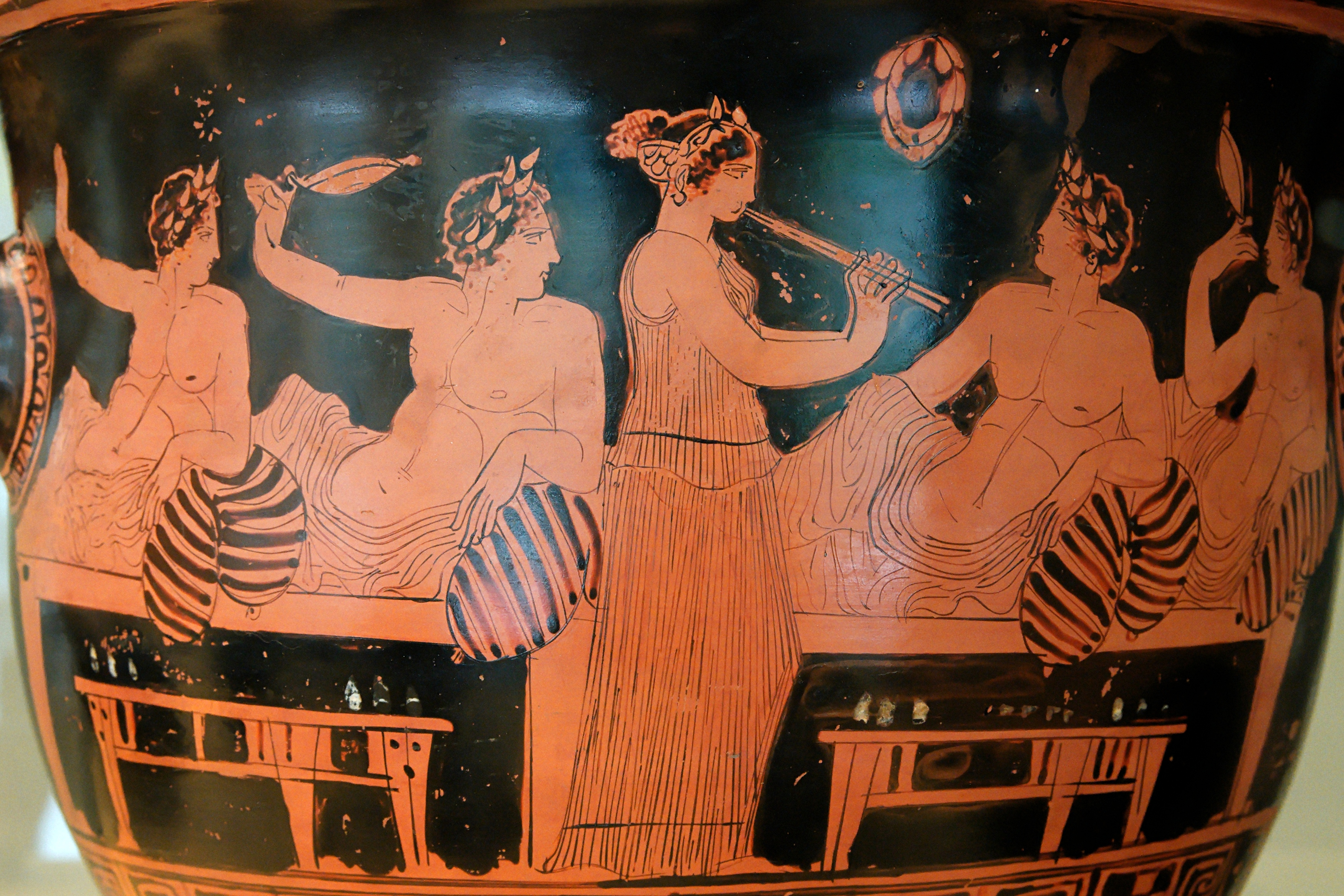
심포지엄에서 남성들을 즐겁게 하는 여성 아울로스 연주자, 기원전 420년

심포지엄(고대 그리스어: συμπόσιον 심포지온[*])는 음악, 춤, 리사이틀 또는 대화가 수반되는 즐거움을 위해 술을 마실 때 식사 후에 열리는 연회의 일부였다. 심포지엄에서 설명하거나 발생하는 문학 작품에는 플라톤의 향연과 크세노폰의 심포지엄이라는 두 개의 소크라테스식 대화뿐만 아니라 메가라의 테오그니스의 애가와 같은 여러 그리스 시가 포함된다. 심포지아는 유사한 장면을 보여주는 그리스와 에트루리아 미술로 묘사된다.
현대적 용법에서는 학술회의나 과학회의와 같은 모임을 의미하게 되었다. 로마 사회 에서 그리스 심포지엄에 해당하는 것은 라틴어 콘비비움(convivium)이다.

심포지엄을 통해 고대 그리스의 남성 시민들은 정치나 사회 등 여러가지의 주제를 토론하며 젊은 귀족 집안 남성들의 사회적인 위치를 데뷔시키는 무대로도 쓰였다.